# Wallrad Friedrich Gustav von Carlsburg
Wallrad Friedrich Gustav von Carlsburg, auch Wallrath Friedrich Gustav von Carlsburg (* 1751; † 25. Januar 1820 in Connewitz) war ein königlich-sächsischer Kreishauptmann und Hauptmann der Armee.

## Leben
Er stammte aus der nach familieninterner Überlieferung aus Schweden stammenden Familie Wagner und war der Sohn von Ernst Friedrich Wagner, dessen Vater im Jahre 1712 der Titel von Carlsburg durch den Fürsten von Schwarzburg zuerkannt worden war. Vom Vater erbte er nach dessen Tod im Jahre 1786 das heute Carlsburg genannte Lehngut in Sundhausen. Dieses Gut war ein schwarzburgisch-stolbergisches Lehen im Amt Heringen. Es befand sich ursprünglich im Besitz des Ludwig von Wurmb zu Großfurra. Durch einen Vergleich überließ dieser die Carlsburg an den Halberstädter Domherrn Ludwig von Bieren, der diese im Jahre 1655 an Dietrich Wagner verkaufte. Durch Erbgang in männlicher Linie fiel die Carlsburg an die beiden Brüder Johann Friedrich und Bodo Wilhelm von Carlsburg. Letzterer überließ seine Hälfte wiederkäuflich seinem älteren Bruder.
Louise Sophie Wilhelmine geborene von Carlsburg war seine Schwester. 
Wallrad Friedrich Gustav von Carlsburg schlug eine kombinierte Verwaltungs- und Militärlaufbahn im Dienst der Wettiner ein. Er stieg bis zum Kreishauptmann und in der Sächsischen Armee bis zum Hauptmann auf.
Nachdem er lange Zeit in der Niederlausitz auf dem Erbgut Schöneiche seiner Ehefrau gewohnt hatte, zog er im Alter auf sein Landgut in Connewitz bei Leipzig, wo er 1820 starb und wo er in der dortigen Kirche standesgemäß beigesetzt wurde.

## Familie
Verheiratet war Wallrad Friedrich Gustav von Carlsburg mit Eva Wilhelmina Charlotte von Schönermark (1744–1780), Erbfrau auf Schöneiche, Groß Bösitz und Plesse. Aus der Ehe ging der Sohn Friedrich Gustav von Carlsburg (1779–1849) hervor.